# Schollenhof (Wüstung)
Der Schollenhof war ein mittelalterlicher Hof auf der Gemarkung von Sulzbach an der Murr, einer Gemeinde im baden-württembergischen Rems-Murr-Kreis. Über die Geschichte der Wüstung ist nichts bekannt, die genaue Lage der Hofraite ist unklar.

## Lage
Schollenhof ist heute noch der Flurname eines Waldgewanns am rechten Talhang des Harbachs, etwa 6 Kilometer nordöstlich von Sulzbach an der Murr und zwischen dem kleinen Sulzbacher Weiler Hager auf dem Höhenrücken westlich und der zu Murrhardt gehörenden, etwas größeren Ansiedlung Frankenweiler auf dem Höhenrücken östlich über dem Tal. Im Süden des Waldgewanns entspringen zahlreiche Quellen. Die ehemalige Hofraite dürfte sich bei einer der Quellen befunden haben.

## Geschichte
Über die Geschichte des Schollenhofs ist, wie bei den meisten Wüstungen im Raum Murrhardt, nichts bekannt. Dies könnte ein Hinweis darauf sein, dass der Ort schon früh abgegangen ist, wahrscheinlich vor dem Bauernkrieg von 1525. Während der Unruhen waren alte Urkunden des Klosters Murrhardt nach dem Kloster Lorch ausgelagert worden, wo diese einem Brand zum Opfer fielen.